# Ebbenhouten Schoen 2015
De verkiezing van de Ebbenhouten Schoen 2015 werd gehouden op 11 mei 2015. De Fransman Neeskens Kebano van Sporting Charleroi werd uitgeroepen tot winnaar van deze Belgische voetbalprijs. Hij ontving de trofee uit handen van zijn landgenoot Bernard Lama, voormalig doelman van de Franse nationale ploeg.

## Uitslag

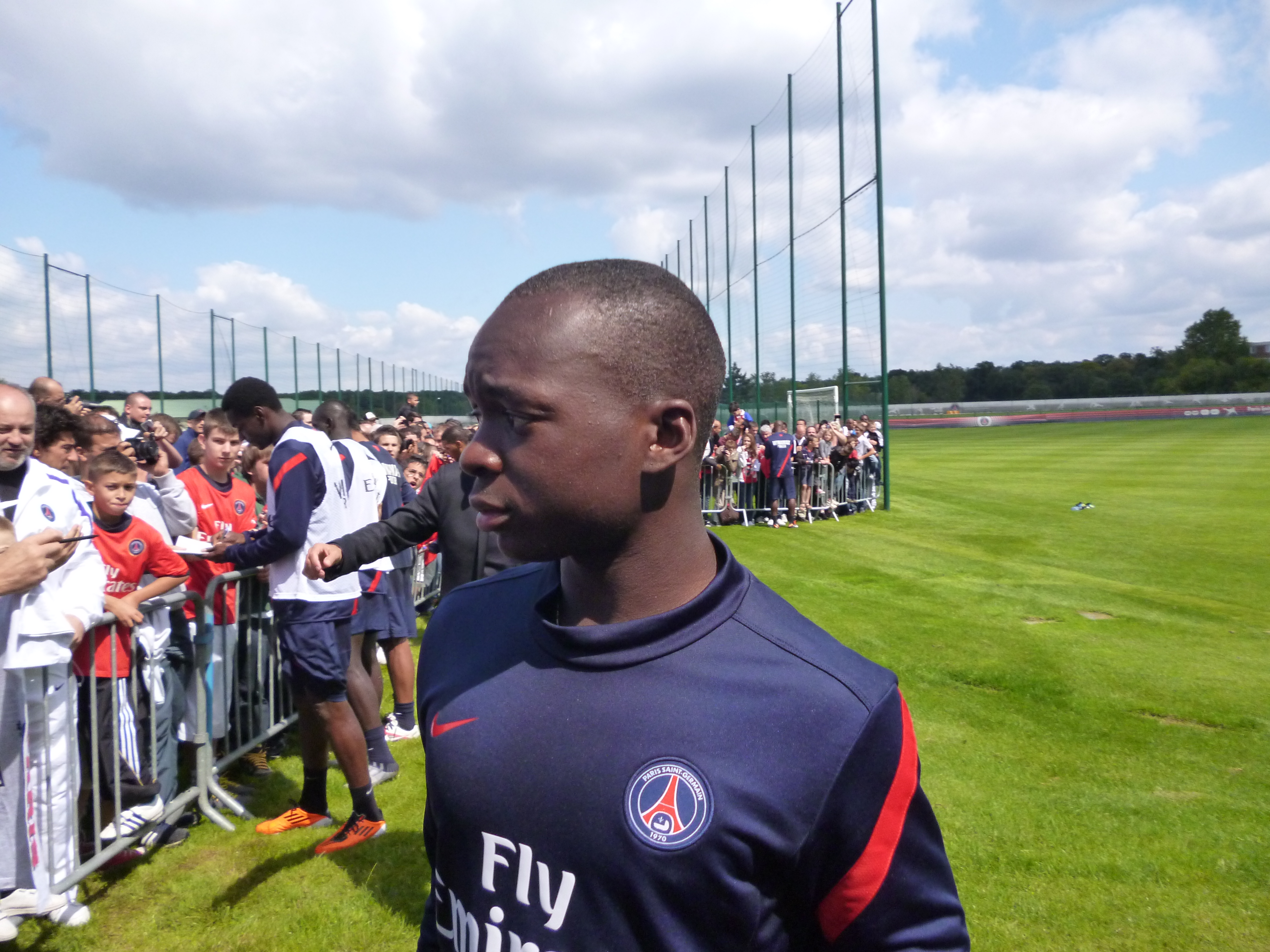
Laureaat Neeskens Kebano (2011).

| Nr.        | Land                                         | Naam            | Club(s)               |
| Finalisten | Finalisten                                   | Finalisten      | Finalisten            |
| ---------- | -------------------------------------------- | --------------- | --------------------- |
| 1.         | Vlag van Congo-Kinshasa · Vlag van Frankrijk | Neeskens Kebano | Sporting Charleroi    |
| 2.         | Vlag van Nigeria                             | Moses Simon     | AS Trenčín / KAA Gent |
| 3.         | Vlag van Congo-Kinshasa                      | Chancel Mbemba  | RSC Anderlecht        |
| 4.         | Vlag van Congo-Kinshasa · Vlag van België    | Youri Tielemans | RSC Anderlecht        |
| 5.         | Vlag van Senegal                             | Kara Mbodj      | KRC Genk              |

1992 · 1993 · 1994 · 1995 · 1996 · 1997 · 1998 · 1999 · 2000 · 2001 · 2002 · 2003 · 2004 · 2005 · 2006 · 2007 · 2008 · 2009 · 2010 · 2011 · 2012 · 2013 · 2014 · 2015 · 2016 · 2017 · 2018 · 2019 · 2020 · 2021 · 2022 · 2023 · 2024